# 山本信吉
山本 信吉（やまもと のぶよし、1932年7月18日-2014年2月27日）は、日本史学者、奈良国立博物館名誉館長。

## 経歴
出生から修学期
1932年、神道学者・山本信哉の子として東京で生れた。國學院大學文学部史学科で学び、1956年に卒業。同大学大学院日本史学専攻に進み、1961年に博士課程を単位取得退学。
文化庁勤務時代
1960年より文化財保護委員会事務局美術工芸課書跡調査係に勤務。文化庁文化財保護部主任文化財調査官、美術工芸課長、文化財監査官、奈良国立博物館長を務めた。奈良国立博物館長退任後に同館名誉館長。2009年、学位論文『摂関政治史論考』を東京大学に提出して文学博士号を取得。2014年に死去。

## 著作
著書
- 『摂関政治史論考』吉川弘文館 2003[2]
  - オンデマンド版　2022[3]
- 『古典籍が語る 書物の文化史』八木書店 2004
- 『小野道風』吉川弘文館(人物叢書) 2013[4]
  - オンデマンド版 2024[5]
- 『貴重典籍・聖教の研究』吉川弘文館 2013[6]
  - オンデマンド版 2024[7]

### 共編
- 『書跡・典籍』(国宝大事典 3) 講談社 1986
- 『日本古文書学論集 3-4 古代』飯倉晴武共編、吉川弘文館 1988
- 『神主と神人の社会史』橋本政宣共編、思文閣出版 1998
- 『社寺造営の政治史』東四柳史明共編、思文閣出版 2000
- 『国史大系書目解題』下巻 皆川完一共編、吉川弘文館 2001[8]
  - オンデマンド版 2018[9]
- 『正智院文書』吉川弘文館 2004[10][11]
- 『正智院聖教目録』吉川弘文館 2006-2007

1. 上巻　2006[12]
2. 下巻　2007[13]